# Apriorismus
Als Apriorismus werden in der Neuzeit erkenntnistheoretische Positionen bezeichnet, die davon ausgehen, dass bestimmtes Wissen ohne Bezug auf die Erfahrung gerechtfertigt werden kann, oder im engeren Sinn, dass Erkenntnisse gänzlich ohne jede Erfahrung möglich sind. Die Wahrheit von Aussagen soll durch logische Deduktion aus wahren Voraussetzungen bewiesen werden. Dabei kommen nur solche Voraussetzungen in Frage, die unabhängig von jeglicher Erfahrung als Denknotwendigkeiten der Vernunft anzusehen sind. Kritiker werfen dem Apriorismus vor, dadurch eine „petitio principii“ zu begehen; d. h., es soll etwas bewiesen werden, das bereits als wahr vorausgesetzt wird. Johann August Heinrich Ulrich – Zeitgenosse Kants und Philosophieprofessor in Jena – kritisierte Kants Apriorismus in diesem Sinne. Kant blieb dabei, dass seine Philosophie fest auf den apriorischen Kategorien und Begriffen stehe.

## Merkmale des Apriorismus
Der Apriorismus der Neuzeit steht in der Tradition des Rationalismus. Als wahre Aussagen kommen nur ewige Wahrheiten und ihre Folgen in Frage, die ihren zureichenden Grund etwa in evidenten Axiomen oder anderen a priori gültigen Aussagen haben und so zu einer Letztbegründung finden.
Die Vorlage für diese Auffassung lieferte neben der Euklidischen Geometrie vor allem die Kritik der reinen Vernunft Immanuel Kants. Letztere wird von vielen als Antwort auf David Humes Kritik am Apriorismus aufgefasst.
Hume hielt u. a. die Kausalität für eine fragwürdige Vorstellung. Kausalität lasse sich nicht beobachten, äußerte er. Sie sei eine Unterstellung, die Menschen aus Gewohnheit machen. Philosophisch könne nicht entschieden werden, ob kausale Zusammenhänge wahr sind. Kant versuchte, das Kausalitätsprinzip durch eine a priori-Begründung zu retten. Kausalität – so entgegnete er – sei eine apriorische, d. h. unhinterfragbare Kategorie des menschlichen Denkens, die Menschen spontan anwenden, um kausale Zusammenhänge zu erkennen. Kant orientierte sich u. a. an der Newtonschen Physik, für die Kausalität zu seiner Zeit apriorisch galt. Die Physik hat ihre Theorien seither immer wieder umgeändert, so dass Kants Überzeugung durch den Stand und die Entwicklung der Naturwissenschaften nicht mehr in dieser Weise gestützt wird.

## Antiker und mittelalterlicher Apriorismus
Platons Ideenlehre war aprioristisch geprägt. Er ging davon aus, dass menschliches Wissen objektive Ideen voraussetzt, die spontan wieder erinnert werden und so wahre Erkenntnisse ermöglichen. Philosophiehistoriker bezeichnen dies als Anamnesislehre. Nach Platons Auffassung stellen objektive Ideen durch Teilhabe des Menschen am Absoluten wahre Erkenntnisse her.
Der spätantike Kirchenvater Augustinus führte den Begriff abditum mentis („Versteck des Geistes“ oder „das Verborgene des Geistes“) ein. Mit diesem Ausdruck bezeichnete er einen Bereich in der Tiefe des menschlichen Geistes, dessen Inhalt ein apriorisches Wissen sein soll, das als Grundlage des Denkens und jeder Erkenntnis gilt. Nach der Theorie des Augustinus ist die „verstecktere Tiefe unseres Gedächtnisses“ der Ort, wo der Mensch Inhalte findet, die nicht aus seinen eingespeicherten Erinnerungen stammen, sondern die er zum ersten Mal denkt. Im Denken erscheint eine Einsicht, die von einer Einsicht stammt, die schon zuvor im Gedächtnis war, dort aber verborgen war.
Nach Thomas von Aquin ist der menschliche Verstand mit dem göttlichen Geist verbunden. So kommt der Mensch zu Kenntnissen über Ordnungen in der Welt (auch über Naturgesetze), die über die Erfahrung hinausgehen.

## Aprioristische Positionen
Am Beginn der Neuzeit hat René Descartes aprioristisches Philosophieren betrieben. Seine Forderung denkend von „klaren und bestimmten Beobachtungen“ auszugehen, funktioniert, wenn Menschen von „klaren und eindeutig bestimmbaren Ideen“ ausgehen können. Daraus ergibt sich wahres Wissen. Ein weiterer Hinweis auf Apriorismus ist der mathematisch-geometrische Charakter seines Denkens. Für Descartes gilt, dass sich alles, was sich aus anderen sicher erkannten Dingen ableiten lässt, notwendig wahr sein muss.
Gottfried Wilhelm Leibniz erwähnte „ursprüngliche Anfangsgründe verschiedener Begriffe und Lehrsätze, welche die äußeren Gegenstände nur bei Gelegenheit“ in der Seele erwecken. Er nannte sie „intelligible Inhalte des Geistes“. Er stimmte Platon zu, dass diese universalen Begriffe oder die ewigen Wesenheiten eine höhere Realität besitzen, als die sinnlich wahrnehmbaren Einzeldinge. Alles sei vollkommen wahr, wenn man es richtig interpretiere.
Georg Wilhelm Friedrich Hegel postulierte den absoluten Weltgeist und eine objektive Logik. Sie entfalten sich dialektisch. Beide sind apriorisch gegeben. Der Weltgeist philosophiert durch Hegel. Davon ist Hegel überzeugt.
Einen Apriorismus des Fortschritt- und Entwicklungsgedankens vertrat Herbert Spencer. Seine apriorischen Wahrheiten und Werte bezeichnen Gattungserfahrungen. Sie sind der Motor für die stetige Weiter- und Höherentwicklung des Menschen und garantieren so den Fortschritt. Dies zeige sich in der kulturellen bzw. zivilisatorischen Entwicklung.
Der Apriorismus wurde vom Neukantianismus sowie von Jakob Friedrich Fries bis hin zu Husserl in mehr oder minder expliziter Form vertreten, wobei Kants Position, die selbst schon in Einzelheiten zwischen Metatheorie und Psychologie schwankte, zum Teil stark umformuliert bzw. abgeschwächt wurde.
Von Marxisten wird ein relativer Apriorismus akzeptiert. Die körperlichen Voraussetzungen – Sinne und Organe – sind das Ergebnis eines langen historischen Prozesses. Jeder Mensch erlebt sie als etwas Gegebenes, in diesem Sinne sind sie apriorisch. Relativ apriorisch ist auch dies: Menschen wachsen in eine Welt hinein, in der es schon Erkenntnisse gibt, die der Einzelne nicht selber gemacht hat. In ähnlicher Weise trifft dies auch für wissenschaftliche Theorien zu. Sie werden, gleichsam apriorisch, vorgefunden und angewendet.
In der Volkswirtschaftslehre ist Ludwig von Mises als Vertreter einer ökonomischen Theorie hervorgetreten, die als aprioristische Wissenschaft auf gleicher Stufe neben Logik und Mathematik stehe. Friedrich August von Hayek hingegen sieht in der Nationalökonomie neben der „Reinen Logik des Wählens“ empirische Aussagen über wissende und handelnde Individuen als wesentlich an, welche erst idealtypische Kausalerklärung zulassen.

## Kritik an aprioristischen Positionen
Ernst Cassirer trägt wie später auch Karl Popper der Kritik am Apriorismus dadurch Rechnung, dass er das Kausalitätsprinzip umdeutet zu einem Postulat der Methodologie: Suche nach Gesetzmäßigkeiten (ohne dass damit eine entsprechende metaphysische Behauptung beabsichtigt wäre). Die Erkenntnistheorie von Apriorismus zu befreien, fordert schließlich Hans Albert, die Theorie des Erkennens als metaphysische und empirische Hypothesen zu deuten.
Friedrich Engels leitete den Abschnitt „Philosophie“ des Anti-Dühring mit dem Kapitel „Apriorismus“ ein. Als „aprioristische Methode“ wird kritisiert, „die Eigenschaften eines Gegenstandes nicht aus dem Gegenstand selbst zu erkennen, sondern sie aus dem Begriff des Gegenstandes beweisend abzuleiten. Erst macht man sich aus dem Gegenstand den Begriff des Gegenstandes; dann dreht man den Spieß um und misst den Gegenstand an seinem Abbild, dem Begriff. Nicht der Begriff soll sich nun nach dem Gegenstand, der Gegenstand soll sich nach dem Begriff richten.“
Max Weber kritisierte an Rudolf Stammler, dass dieser die materialistische Geschichtsauffassung auf einen Apriorismus zurechtbiege, in dem „Naturgesetze und logische Normen ineinander schwimmen,“ ein Scholastizismus, welcher noch weit hinter Kant zurückfalle.
Hans Albert führt gegen die „merkwürdige Auffassung“, dass menschliches Handeln durch eine apriorische Theorie ohne Zuhilfenahme von Erfahrungswissen erfasst und analysiert werden könne, als Argument anthropologische Untersuchungen wie etwa die von Arnold Gehlen an.
Karl Popper stellte fest, dass Vertreter des Apriorismus – Kant und Fries – nicht darlegen können, worin sich (bezogen auf die Rechtfertigung des Induktionsprinzips) ein nichtapriorischer Standpunkt vom apriorischen unterscheide. Es werde kein schlüssiger Nachweis erbracht. Vielmehr gehen sie von der „dogmatischen Voraussetzung“ aus, dass es ein „a priori gültiges Induktionsprinzip gibt“. Diese petitio principii werde durch die Ableitung „bestimmter apriorischer Prinzipien“ verborgen, in der die Annahme des a priori gültigen Induktionsprinzips bereits enthalten sei. Weder Kants Anspruch, dass diese apriorischen Voraussetzungen „intersubjektiv“ nachprüfbar seien, noch die Behauptung Fries’, dass sie durch „intellektuelle Anschauung“ erfasst werden können, sei geeignet,  einen entsprechenden Nachweis zu erbringen.
Für den Fallibilismus ist der Haupteinwand, dass diese Art von Rechtfertigungsstrategie, um ihrer Zielsetzung gemäß die absolute Wahrheit von Aussagen zu begründen, dafür ausgerechnet die am schwächsten geprüfte bzw. prüfbare Grundlage wähle.